# آنتونیو سینلی
آنتونیو سینلی (انگلیسی: Antonio Cinelli؛ زادهٔ ۸ دسامبر ۱۹۸۹) بازیکن فوتبال اهل ایتالیا است.
از باشگاه‌هایی که در آن بازی کرده‌است می‌توان به باشگاه ورزشی لاتزیو، باشگاه فوتبال کیه‌وو ورونا، باشگاه فوتبال نووارا، باشگاه فوتبال کالیاری، باشگاه فوتبال آ. ث. لومتزانه، باشگاه فوتبال چزنا، باشگاه فوتبال ساسولو، و باشگاه فوتبال ویچنزا اشاره کرد.